# Pontifício Instituto Superior de Direito Canônico no Rio de Janeiro
O Pontifício Instituto Superior de Direito Canônico do Rio de Janeiro (PISDC) é uma Instituição Católica de Ensino Superior, especializada na formação de Direito Canônico. É um instituto agregado à Faculdade de Direito Canônico da Pontifícia Universidade Gregoriana, de Roma.
Foi erigido em 3 de março de 1983, por Decreto do Arcebispo do Rio de Janeiro, D. Eugênio de Araújo Sales. Em 30 de novembro de 1984, a Congregação para a Educação Católica aprovou seus estatutos.
O Instituto, confiado permanentemente ao Ordinário Diocesano da Arquidiocese do Rio de Janeiro, colabora de seu modo com o Magistério da Igreja para manter a unidade da fé e da Igreja, bem como sua diversidade cultural, assumindo a tarefa de estreitar os laços do depósito comum da tradição com o rigor científico.
Oferece regularmente o Curso de Mestrado em Direito Canônico, que visa o aprofundamento da ciência canônica no Mistério da Igreja Católica de modo a formar canonistas qualificados para o estudo, aplicação e ensino da lei eclesiástica conforme a tradição viva da Igreja para que possam prestar assistência as contínuas necessidades de renovação e adaptação de nossos tempos ou ocupar as várias funções necessárias à vida da Igreja universal e das igrejas particulares. 
Essas tarefas são realizadas na certeza de que a lei da Igreja deve sempre servir ao bem sobrenatural dos membros fiéis individuais, bem como ao bem maior de construir a comunhão eclesial.